# Conrad Goode

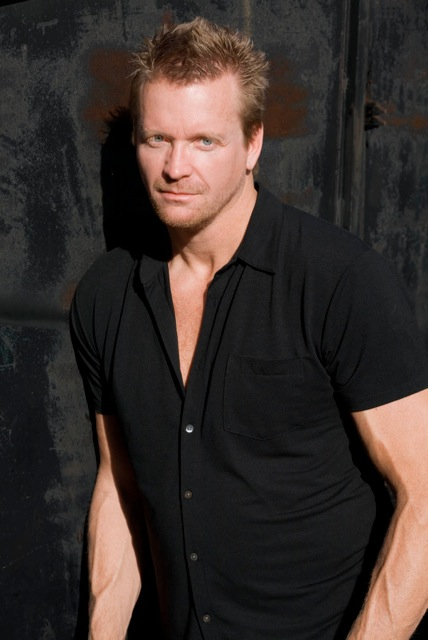
Conrad Goode (2012)

Conrad Lawrence Goode (* 19. Januar 1962 in Columbia, Missouri) ist ein US-amerikanischer Schauspieler. Zuvor war er professioneller American-Football-Spieler.

## Leben
Conrad Goode besuchte die Universität von Missouri und spielte College Football bei den Missouri Tigers auf der Position des Offensive Tackle. Wie sein Vater Conrad Hitchler wurde er als All-American ausgezeichnet. Wie sein Stiefvater Irv Goode (Super Bowl VIII champion) schaffte Conrad Goode den Sprung in die National Football League (NFL). Er wurde im NFL Draft 1984 in der vierten Runde von den New York Giants gezogen. Die Spielzeiten 1984 und 1985 verbrachte er bei den Giants, 1987 war er bei den Tampa Bay Buccaneers unter Vertrag. Insgesamt absolvierte er 35 NFL-Spiele, vier davon als Starter.
Seine Schauspielerkarriere begann 1986 mit einem Werbespot für die Marke Miller Lite. 1991 zog er nach Los Angeles um Schauspieler zu werden. Seitdem war er in einigen Filmen, Werbespots und Fernsehshows zu sehen. Nebenbei gründete er auch eine Band mit dem Namen The Chariot Waltz.

## Filmografie (Auswahl)
- 1991: Hi Honey, I’m Home (Fernsehserie, 1 Episode)
- 1993: Superman – Die Abenteuer von Lois & Clark (Lois & Clark: The New Adventures of Superman, Fernsehserie, 1 Episode)
- 1994: Der Todesplanet (New Eden, Fernsehfilm)
- 1995: Sex & the Other Man
- 1996: Circuit Breaker (Fernsehfilm)
- 1996: Bulletproof
- 1997: Beverly Hills Ninja – Die Kampfwurst (Beverly Hills Ninja)
- 1997: Con Air
- 1998: Ring frei! – Die Jerry Springer Story (Ringmaster)
- 1999: Justice – Eine Frage der Gerechtigkeit (Justice, Fernsehfilm)
- 1999: Made Men – Die Abrechnung (Made Men)
- 2000: Ich, beide & sie (Me, Myself & Irene)
- 2000: Desperate But Not Serious
- 2001: Tomcats
- 2001: Sag kein Wort (Don't Say a Word)
- 2002: Highway
- 2002: The New Guy – Auf die ganz coole Tour (The New Guy)
- 2003: Die Wutprobe (Anger Management)
- 2003: Seventh Veil
- 2003: Blitt Happens (Fernsehfilm)
- 2005: Spiel ohne Regeln (The Longest Yard)
- 2006: One Tree Hill (Fernsehserie, 4 Episoden)
- 2013: Straight A's – Jede Familie hat ein schwarzes Schaf (Straight A's)
- 2013: Watercolor Postcards
- 2014: Looking for Lions
- 2015: Der Kaufhaus Cop 2 (Paul Blart: Mall Cop 2)
- 2019: When She Wakes – Fürchte Deine Träume (After She Wakes)